# Jordbävningen i centrala Italien 2016
Jordbävningen i Italien 2016  (italienska: Terremoto del Centro Italia del 2016) mättes till 6,2 på Richterskalan och drabbade de centrala delarna av Italien den 24 augusti 2016 vid 03:36:32 (CET). Epicentrum låg nära orten Accumoli i regionen Lazio, nära gränserna till de intilliggande regionerna Umbrien, Abruzzo och Marche. Den första jordbävningen följdes av 40 efterskalv. 299 människor omkom.
De värst drabbade orterna var Amatrice, Accumoli och Arquata del Tronto.